# 阿恩冰原島峰
71°43′S 8°20′E / 71.717°S 8.333°E
阿恩冰原島峰（德語：Arnesteinen），是南極洲的冰原島峰，位於毛德皇后地，屬於德里加爾斯基山脈中赫默斯塔德冰原島峰的一部分，根據德國探險隊拍攝的空中照片，現時由南極條約體系管理。